# Фирсов, Геннадий Афанасьевич
Геннадий Афанасьевич Фирсов — российский учёный-фенолог, дендролог, старший научный сотрудник БИН РАН.

## Биография
Родился 12 ноября 1950 в станице Кумылженская ныне Волгоградской области.
В 1973 окончил Ленинградскую лесотехническую академию (лесохозяйственный факультет; инженер лесного хозяйства). В 1985 защитил кандидатскую диссертацию на тему «Биологические особенности видов рода Acer, интродуцированных в Ленинграде и его окрестностях».

## Научная деятельность
Специалист в области фенологии, интродукции древесных растений. Автор и соавтор научных статей и монографий.
Член Русского ботанического общества, Международного дендрологического общества, British Conifer Society, эксперт Комиссии по сохранению видов Международного союза охраны природы (IUCN SSC Global Tree Specialist Group).